# Danilo Kiš
Danilo Kiš (în sârbă Данило Киш) (n. 22 februarie 1935, Subotica, Regatul Iugoslaviei – d. 15 octombrie 1989, Paris, Île-de-France, Franța) a fost un scriitor sârb cu origini maghiaro-evreiești.

## Opera
- Mansarda: satirična poema, 1962 (roman)
- Psalam 44, 1962 (roman)
- Bašta, pepeo, 1965 (roman)
- Rani jadi: za decu i osetljive, 1970 (nuvele)
- Peščanik, 1972 (roman)
- Po-etika, 1972 (eseu)
- Po-etika, knjiga druga, 1974 (interviu)
- Grobnica za Borisa Davidoviča: sedam poglavlja jedne zajedničke povesti, 1976 (nuvele)
- Čas anatomije, 1978 (roman)
- Noć i magla, 1983 (teatru)
- Homo poeticus, 1983 (eseuri și interviuri)
- Enciklopedija mrtvih, 1983 (nuvele)
- Gorki talog iskustva, 1990 (interviuri și eseuri)
- Život, literatura, 1990 (interviuri și eseuri)
- Pesme i prepevi, 1992 (poezii)
- Lauta i ožiljci, 1994 (nuvele)
- Skladište, 1995 (texte)
- Varia, 1995 (eseuri, articole și nuvele)
- Pesme, Elektra, 1995